# Armenija na Pjesmi Eurovizije
Armenija se kao neovisna država prvi put na Eurosongu pojavila 2006.

## Predstavnici
- 2006.: André | Bez tvoje ljubavi | 8. mjesto (finale)
- 2007.: Hayko | Anytime You Need | 8. mjesto (finale)
- 2008.: Sirusho| Qele,Qele  Arhivirana inačica izvorne stranice od 13. rujna 2011. (Wayback Machine) | 4. mjesto (finale)
- 2009.: Inga i Anush  | Jan Jan | 10. mjesto (finale)
- 2010.: Eva Rivas  |  Apricot Stone | 7. mjesto (finale)
- 2011.: Emmy  |  Boom boom | 12. mjesto (polufinale)
- 2012.: povukli se s natjecanja
- 2013.: Dorians  | Lonely planet | 18. mjesto (finale)
- 2014.: Aram Mp3 | Not Alone | 4.mjesto (finale)
- 2015.: Genealogy | Face The Shadow | 16.mjesto (finale)
- 2016.: Iveta Mukuchyan | LoveWave | 7.mjesto  (finale)
- 2017.: Artsvik | Fly With Me | 18.mjesto  (finale)
- 2018.: Sevak Khanagyan | Qami | 15.mjesto  (polufinale)
- 2019.: Srbuk | Walking Out | 16.mjesto  (polufinale)
- 2020.: Athena Manoukian | Chains On You | Natjecanje je otkazano